# 津田真道

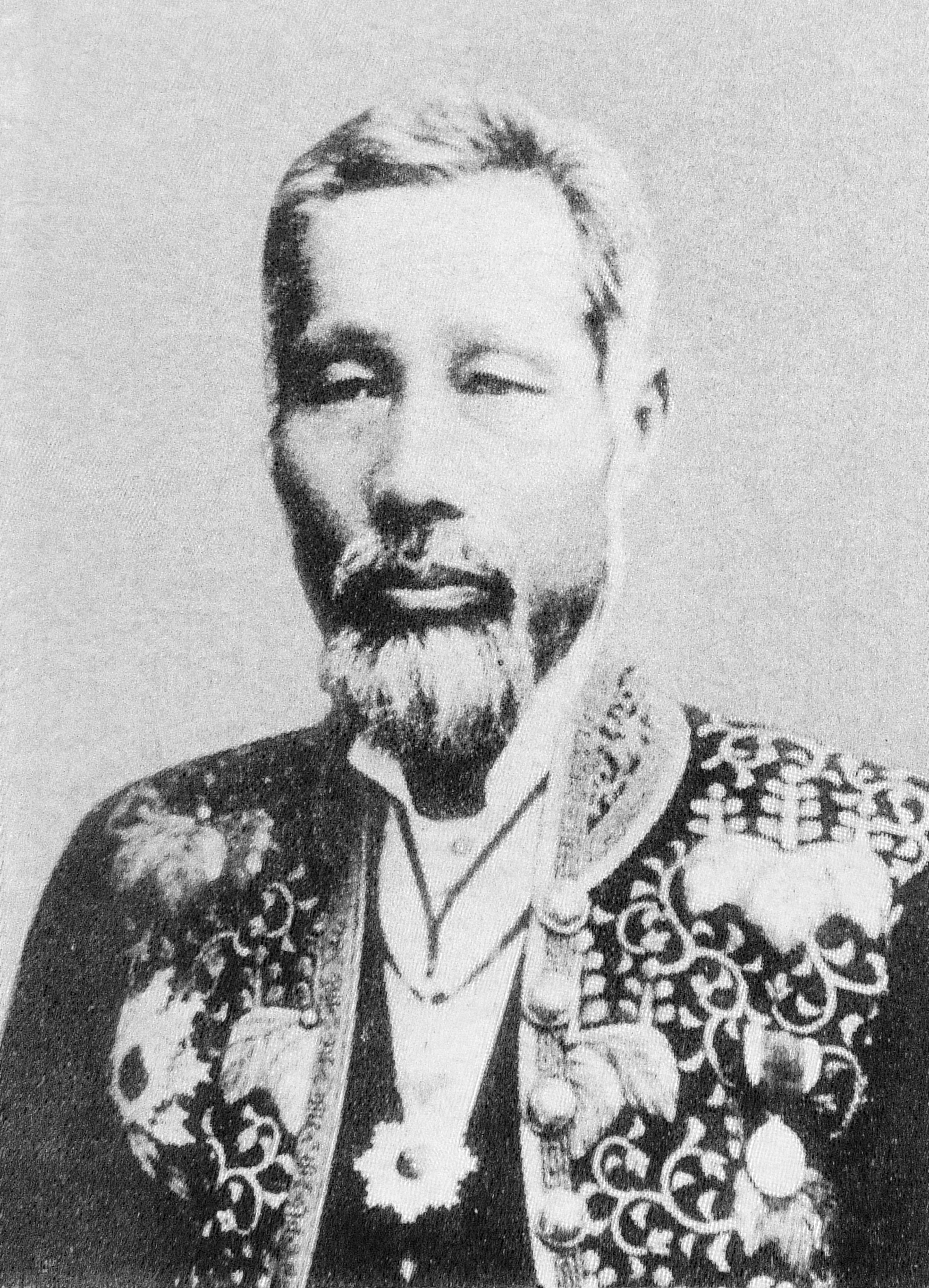
津田真道

津田真道（1829年7月25日—1903年9月3日），生于岡山縣，是日本的武士（幕臣）、官僚、政治人物和启蒙学者。他的爵位是男爵，他還擁有法学博士学位。他与福泽谕吉、森有礼、西周、中村正直、加藤弘之、西村茂樹一起组成了明六社。

## 生平
他出生在美作國津山藩津山東町（现在的岡山縣津山市）。他的幼名是喜久治，后来改名为真一郎、行彦。嘉永3年（1850年），他前往江戶学习蘭學和兵法学。
他擺脫藩籍后開始苦学，安政4年（1857年）他前往蕃書調所工作，文久2年（1862年）与西周一起前往荷兰的萊頓大學留學。回国後他将自己的讲义翻译成了《泰西国法論》，該書於慶應2年（1866年）出版。这是日本首部介绍西方法学的著作。此后，他在幕府陸軍中任職，之后出任目付。
明治维新后，他在新政府的司法省任職，参与编纂《新律綱領》。明治2年（1869年），他提议禁止人口贩卖。明治4年（1871年），他出任外务权大丞，并作为全权副使与伊達宗城一起前往清国与該國签订中日修好條規。之后，他在陆军省制定了陆军刑法。此后又担任法官和元老院議官。明治23年（1890年），他參選第1屆日本眾議院議員總選舉，選區是東京府第8区，最終津田真道獲勝。他還担任初代衆議院副議長。同年10月20日，元老院被废除，他又出任錦鶏間祗候。
明治29年（1896年）1月31日，他當選貴族院议员，次年应邀出任京華中学高等学校校长。

## 榮譽
位階
- 1873年（明治6年）11月17日 - 從五位[4]
- 1885年（明治18年）10月1日 - 正四位[5]
- 1886年（明治19年）10月20日 - 從三位[6]
- 1894年（明治27年）5月21日 - 正三位[7]

勲章等
- 1888年（明治21年）5月29日 - 勲二等旭日重光章[8]
- 1889年（明治22年）11月25日 - 記念章（日语：記念章）[9]
- 1900年（明治33年）5月9日 - 男爵[10]
- 1903年（明治36年）8月26日 - 瑞寶大綬章[11]

## 親族
- 長男 津田弘道（日语：津田弘道 (男爵)）（貴族院男爵議員）[12]

## 脚注
1. ↑  我部 & 広瀬 (1995，第300頁)
2. ↑  『官報』第2195号、1890年（明治23年）10月22日。
3. ↑  『貴族院要覧（丙）』昭和21年12月増訂、貴族院事務局、1947年、6頁。
4. ↑  『太政官日誌』明治6年、第152号
5. ↑  『官報』第678号「賞勲叙任」1885年10月2日。
6. ↑  『官報』第994号「叙任及辞令」1886年10月21日。
7. ↑  『官報』第3266号「叙任及辞令」1894年（明治27年）5月22日。
8. ↑  『官報』第1473号「叙任及辞令」1888年5月30日。
9. ↑  『官報』第1928号「叙任及辞令」1889年11月30日。
10. ↑  『官報』号外「授爵叙任及辞令」1900年5月9日。
11. ↑  .   [2023-08-07]. （原始内容存档于2011-07-16）.
12. ↑  『平成新修旧華族家系大成』下巻、104頁。

## 另見
- 津山洋学資料館（日语：津山洋学資料館）
- 明治文化資料叢書（日语：明治文化資料叢書）
- 明治文化全集（日语：明治文化全集）
- 明六雑誌（日语：明六雑誌）
- 明六社

## 外部連結
- 近代日本人の肖像 津田真道 – 國立國會圖書館

| 其他職務        | 其他職務                                                            | 其他職務        |
| --------------- | ------------------------------------------------------------------- | --------------- |
| 前任： （新設） | 京華中学高等学校長 1899年 - 1903年 京華尋常中学校長 1897年 - 1899年 | 繼任： 磯江潤   |
| 前任： （新設） | 本郷区教育会会長 1890年 - 1902年                                    | 繼任： 田口卯吉 |
| 日本皇族        |                                                                     |                 |
| 前任： 叙爵     | 男爵 津田（真道）家初代 1900年 - 1903年                             | 繼任： 津田弘道 |